# Alegeri locale în România, 1996
Alegerile locale din România 1996 au avut loc la data de 2 iunie 1996, iar turul al doilea s-a desfășurat la data de 16 iunie 1996.

## Primul tur
După încheierea campaniei electorale, la 30 mai, pentru cele 2.954 de fotolii de primari și-au depus candidatura, la nivelul țării, 18.415 persoane, pentru cele 39.857 de posturi de consilieri locali candidau 244.648 de persoane, în timp ce pentru cele 1.718 mandate de consilieri județeni s-au înscris în competiția electorală 23.988 de persoane.

## Al doilea tur
În cadrul acestui al doilea tur de scrutin, în întreaga țară, urma să fie deciși ocupanții a 1.729 de posturi de primar (55 de primari la nivel de municipii - inclusiv primarul Capitalei și primarii tuturor sectoarelor, 118 primari la nivel de orașe și 1.556 de primari la nivel de comune) și a 4.866 de locuri de consilieri locali.

## Rezultatele finale
La data de 5 iulie 1996, Biroul Electoral Central (B.E.C.), constituit pentru alegerile locale, și-a sistat activitatea. Pentru alegerea celor 2.594 de primari din toată țara, au fost înregistrate 10.324.982 de voturi valabil exprimate. În urma voturilor dobândite, rezultatele finale au fost următoarele:
- Partidul Democrației Sociale din România (PDSR) a câștigat 928 de mandate de primar;
- Uniunea Social Democrată (USD) formată din Partidul Democrat (PD) și Partidul Social-Democrat Român (PSDR) - 475;
- Convenția Democrată Română (CDR) - 355;
- Candidații independenți - 273;
- Partidul Democrat Agrar din România (PDAR) - 199;
- Partidul Unității Națiunii Române (PUNR) - 147;
- Uniunea Democrată Maghiară din România (UDMR/RMDSZ) - 139;
- Partidul Socialist al Muncii (PSM) - 120;
- Partidul Liberal ’93 (PL '93) - 61;
- Partidul România Mare (PRM) - 57;
- Partidul Alianței Civice (PAC) - 44;
- Partidul Socialist Român (PSR) - 43;
- Mișcarea Ecologistă din România (MER) - 37;
- Partidul Național Liberal-Câmpeanu (PNL-C) - 15;
- Partidul Umanist Român (PUR) - 7.

## Situația pe județe și municipii

### Primăria Generală a Municipiului București
| Candidați la Primăria Generală București | Candidați la Primăria Generală București | Candidați la Primăria Generală București | Candidați la Primăria Generală București | Candidați la Primăria Generală București | Candidați la Primăria Generală București |
| Partid                                   | Candidat                                 | Nr.voturi                                | %                                        | Turul doi                                | %                                        |
| ---------------------------------------- | ---------------------------------------- | ---------------------------------------- | ---------------------------------------- | ---------------------------------------- | ---------------------------------------- |
| Convenția Democrată Română               | Victor Ciorbea                           | 340.534                                  | 39,61%                                   | ?                                        | 56,74%                                   |
| Partidul Democrației Sociale din România | Ilie Năstase                             | ?                                        | 30,38%                                   | ?                                        | 43,26%                                   |
| Uniunea Social Democrată                 | Anton Vătășescu                          | ?                                        | 8,19%                                    |                                          |                                          |
| Independent                              | Doru Viorel Ursu                         | ?                                        | 3,55%                                    |                                          |                                          |
| Partidul Liberal 1993                    | Dinu Patriciu                            | ?                                        | 3,44%                                    |                                          |                                          |
| Partidul Socialist al Muncii             | Mihai Erbașu                             | ?                                        | 3,42%                                    |                                          |                                          |
| Partidul România Mare                    | Ion Duțu                                 | ?                                        | 1,77%                                    |                                          |                                          |

##### Consiliul General al Municipiului București
Componența Consiliului General al Municipiului București (65 de consilieri):
| Partid | Partid                                            | Consilieri | Componența Consiliului | Componența Consiliului | Componența Consiliului | Componența Consiliului | Componența Consiliului | Componența Consiliului | Componența Consiliului | Componența Consiliului | Componența Consiliului | Componența Consiliului | Componența Consiliului | Componența Consiliului | Componența Consiliului | Componența Consiliului | Componența Consiliului | Componența Consiliului | Componența Consiliului | Componența Consiliului | Componența Consiliului | Componența Consiliului | Componența Consiliului | Componența Consiliului | Componența Consiliului | Componența Consiliului | Componența Consiliului | Componența Consiliului | Componența Consiliului |
| ------ | ------------------------------------------------- | ---------- | ---------------------- | ---------------------- | ---------------------- | ---------------------- | ---------------------- | ---------------------- | ---------------------- | ---------------------- | ---------------------- | ---------------------- | ---------------------- | ---------------------- | ---------------------- | ---------------------- | ---------------------- | ---------------------- | ---------------------- | ---------------------- | ---------------------- | ---------------------- | ---------------------- | ---------------------- | ---------------------- | ---------------------- | ---------------------- | ---------------------- | ---------------------- |
|        | CDR                                               | 27         |                        |                        |                        |                        |                        |                        |                        |                        |                        |                        |                        |                        |                        |                        |                        |                        |                        |                        |                        |                        |                        |                        |                        |                        |                        |                        |                        |
|        | PDSR                                              | 12         |                        |                        |                        |                        |                        |                        |                        |                        |                        |                        |                        |                        |                        |                        |                        |                        |                        |                        |                        |                        |                        |                        |                        |                        |                        |                        |                        |
|        | USD                                               | 7          |                        |                        |                        |                        |                        |                        |                        |                        |                        |                        |                        |                        |                        |                        |                        |                        |                        |                        |                        |                        |                        |                        |                        |                        |                        |                        |                        |
|        | PRM                                               | 3          |                        |                        |                        |                        |                        |                        |                        |                        |                        |                        |                        |                        |                        |                        |                        |                        |                        |                        |                        |                        |                        |                        |                        |                        |                        |                        |                        |
|        | PL '93                                            | 2          |                        |                        |                        |                        |                        |                        |                        |                        |                        |                        |                        |                        |                        |                        |                        |                        |                        |                        |                        |                        |                        |                        |                        |                        |                        |                        |                        |
|        | PSM                                               | 2          |                        |                        |                        |                        |                        |                        |                        |                        |                        |                        |                        |                        |                        |                        |                        |                        |                        |                        |                        |                        |                        |                        |                        |                        |                        |                        |                        |
|        | PER                                               | 1          |                        |                        |                        |                        |                        |                        |                        |                        |                        |                        |                        |                        |                        |                        |                        |                        |                        |                        |                        |                        |                        |                        |                        |                        |                        |                        |                        |
|        | Partidul Socialist                                | 1          |                        |                        |                        |                        |                        |                        |                        |                        |                        |                        |                        |                        |                        |                        |                        |                        |                        |                        |                        |                        |                        |                        |                        |                        |                        |                        |                        |
|        | PSMR                                              | 1          |                        |                        |                        |                        |                        |                        |                        |                        |                        |                        |                        |                        |                        |                        |                        |                        |                        |                        |                        |                        |                        |                        |                        |                        |                        |                        |                        |
|        | PAC                                               | 1          |                        |                        |                        |                        |                        |                        |                        |                        |                        |                        |                        |                        |                        |                        |                        |                        |                        |                        |                        |                        |                        |                        |                        |                        |                        |                        |                        |
|        | PNȚ                                               | 1          |                        |                        |                        |                        |                        |                        |                        |                        |                        |                        |                        |                        |                        |                        |                        |                        |                        |                        |                        |                        |                        |                        |                        |                        |                        |                        |                        |
|        | MER                                               | 1          |                        |                        |                        |                        |                        |                        |                        |                        |                        |                        |                        |                        |                        |                        |                        |                        |                        |                        |                        |                        |                        |                        |                        |                        |                        |                        |                        |
|        | Partidul Pensionarilor din România                | 1          |                        |                        |                        |                        |                        |                        |                        |                        |                        |                        |                        |                        |                        |                        |                        |                        |                        |                        |                        |                        |                        |                        |                        |                        |                        |                        |                        |
|        | Partidul Național al Automobiliștilor din România | 1          |                        |                        |                        |                        |                        |                        |                        |                        |                        |                        |                        |                        |                        |                        |                        |                        |                        |                        |                        |                        |                        |                        |                        |                        |                        |                        |                        |
|        | PUNR                                              | 1          |                        |                        |                        |                        |                        |                        |                        |                        |                        |                        |                        |                        |                        |                        |                        |                        |                        |                        |                        |                        |                        |                        |                        |                        |                        |                        |                        |
|        | PR                                                | 1          |                        |                        |                        |                        |                        |                        |                        |                        |                        |                        |                        |                        |                        |                        |                        |                        |                        |                        |                        |                        |                        |                        |                        |                        |                        |                        |                        |
|        | Partidul Național Democrat Creștin                | 1          |                        |                        |                        |                        |                        |                        |                        |                        |                        |                        |                        |                        |                        |                        |                        |                        |                        |                        |                        |                        |                        |                        |                        |                        |                        |                        |                        |
|        | PDAR                                              | 1          |                        |                        |                        |                        |                        |                        |                        |                        |                        |                        |                        |                        |                        |                        |                        |                        |                        |                        |                        |                        |                        |                        |                        |                        |                        |                        |                        |

### Sectoarele Bucureștiului
| Candidați sectoare București             | Candidați sectoare București            | Candidați sectoare București               | Candidați sectoare București           | Candidați sectoare București         | Candidați sectoare București              | Candidați sectoare București         |
| Partid                                   | Sector 1                                | Sector 2                                   | Sector 3                               | Sector 4                             | Sector 5                                  | Sector 6                             |
| ---------------------------------------- | --------------------------------------- | ------------------------------------------ | -------------------------------------- | ------------------------------------ | ----------------------------------------- | ------------------------------------ |
| Convenția Democrată Română               | Adrian Oghina                           | Popescu Vladimir 43,37% (turul doi 62,13%) | Sorin Păliga 37,05% (turul doi 57,04%) | Marin Luțu 35,55% (turul doi 57,57%) | Cătălin Chiriță 33,97% (turul doi 56,34%) | Ion Dinuță 33,41% (turul doi 60,03%) |
| Partidul Democrației Sociale din România | Ioan Dociu                              | Gheorghe Stancu                            | Ovidiu Musetescu                       | Aurelian Vulturu                     | Dan Vuerich                               | Dan Darabonț                         |
| Uniunea Social Democrată                 | Răzvan Murgeanu                         | Vasile Cristian Spirescu                   | Vasile Hristea                         | Alexandru Constantinescu             | Mihail Pintilie                           | Constantin Pătica                    |
| Partidul România Mare                    | Dumitru Marin                           | Mircea Farsiroțu                           | Constantin Stroe                       | Pavel Oprișan                        | Constantin Codreanu                       | Alexandru Platon                     |
| Independent                              | George Pădure 18,52% (turul doi 55,77%) | -                                          | Daniel Iancu                           | Nicolae Cune                         | Victor Mihăilescu                         | Gheorghe Sturza                      |

#### Sectorul 1
Componența Consiliului Sectorului 1 (31 de consilieri):
| Partid | Partid                             | Consilieri | Componența Consiliului | Componența Consiliului | Componența Consiliului | Componența Consiliului | Componența Consiliului | Componența Consiliului | Componența Consiliului | Componența Consiliului | Componența Consiliului | Componența Consiliului | Componența Consiliului | Componența Consiliului |
| ------ | ---------------------------------- | ---------- | ---------------------- | ---------------------- | ---------------------- | ---------------------- | ---------------------- | ---------------------- | ---------------------- | ---------------------- | ---------------------- | ---------------------- | ---------------------- | ---------------------- |
|        | CDR                                | 12         |                        |                        |                        |                        |                        |                        |                        |                        |                        |                        |                        |                        |
|        | PDSR                               | 7          |                        |                        |                        |                        |                        |                        |                        |                        |                        |                        |                        |                        |
|        | USD                                | 2          |                        |                        |                        |                        |                        |                        |                        |                        |                        |                        |                        |                        |
|        | PAC                                | 2          |                        |                        |                        |                        |                        |                        |                        |                        |                        |                        |                        |                        |
|        | PRM                                | 1          |                        |                        |                        |                        |                        |                        |                        |                        |                        |                        |                        |                        |
|        | PNȚ                                | 1          |                        |                        |                        |                        |                        |                        |                        |                        |                        |                        |                        |                        |
|        | PSM                                | 1          |                        |                        |                        |                        |                        |                        |                        |                        |                        |                        |                        |                        |
|        | PL '93                             | 1          |                        |                        |                        |                        |                        |                        |                        |                        |                        |                        |                        |                        |
|        | MER                                | 1          |                        |                        |                        |                        |                        |                        |                        |                        |                        |                        |                        |                        |
|        | Partidul Pensionarilor din România | 1          |                        |                        |                        |                        |                        |                        |                        |                        |                        |                        |                        |                        |
|        | Partidul Alianței Sociale          | 1          |                        |                        |                        |                        |                        |                        |                        |                        |                        |                        |                        |                        |
|        | PUNR                               | 1          |                        |                        |                        |                        |                        |                        |                        |                        |                        |                        |                        |                        |

#### Sectorul 2
Componența Consiliului Sectorului 2 (31 de consilieri):
| Partid | Partid                                            | Consilieri | Componența Consiliului | Componența Consiliului | Componența Consiliului | Componența Consiliului | Componența Consiliului | Componența Consiliului | Componența Consiliului | Componența Consiliului | Componența Consiliului | Componența Consiliului | Componența Consiliului | Componența Consiliului | Componența Consiliului |
| ------ | ------------------------------------------------- | ---------- | ---------------------- | ---------------------- | ---------------------- | ---------------------- | ---------------------- | ---------------------- | ---------------------- | ---------------------- | ---------------------- | ---------------------- | ---------------------- | ---------------------- | ---------------------- |
|        | CDR                                               | 13         |                        |                        |                        |                        |                        |                        |                        |                        |                        |                        |                        |                        |                        |
|        | PDSR                                              | 5          |                        |                        |                        |                        |                        |                        |                        |                        |                        |                        |                        |                        |                        |
|        | USD                                               | 3          |                        |                        |                        |                        |                        |                        |                        |                        |                        |                        |                        |                        |                        |
|        | PRM                                               | 2          |                        |                        |                        |                        |                        |                        |                        |                        |                        |                        |                        |                        |                        |
|        | PSM                                               | 2          |                        |                        |                        |                        |                        |                        |                        |                        |                        |                        |                        |                        |                        |
|        | PL '93                                            | 1          |                        |                        |                        |                        |                        |                        |                        |                        |                        |                        |                        |                        |                        |
|        | PER                                               | 1          |                        |                        |                        |                        |                        |                        |                        |                        |                        |                        |                        |                        |                        |
|        | PAC                                               | 1          |                        |                        |                        |                        |                        |                        |                        |                        |                        |                        |                        |                        |                        |
|        | Partidul Național al Automobiliștilor din România | 1          |                        |                        |                        |                        |                        |                        |                        |                        |                        |                        |                        |                        |                        |
|        | PNȚ                                               | 1          |                        |                        |                        |                        |                        |                        |                        |                        |                        |                        |                        |                        |                        |
|        | PSMR                                              | 1          |                        |                        |                        |                        |                        |                        |                        |                        |                        |                        |                        |                        |                        |

#### Sectorul 3
Componența Consiliului Sectorului 3 (35 de consilieri):
| Partid | Partid                             | Consilieri | Componența Consiliului | Componența Consiliului | Componența Consiliului | Componența Consiliului | Componența Consiliului | Componența Consiliului | Componența Consiliului | Componența Consiliului | Componența Consiliului | Componența Consiliului | Componența Consiliului | Componența Consiliului | Componența Consiliului | Componența Consiliului |
| ------ | ---------------------------------- | ---------- | ---------------------- | ---------------------- | ---------------------- | ---------------------- | ---------------------- | ---------------------- | ---------------------- | ---------------------- | ---------------------- | ---------------------- | ---------------------- | ---------------------- | ---------------------- | ---------------------- |
|        | CDR                                | 14         |                        |                        |                        |                        |                        |                        |                        |                        |                        |                        |                        |                        |                        |                        |
|        | PDSR                               | 7          |                        |                        |                        |                        |                        |                        |                        |                        |                        |                        |                        |                        |                        |                        |
|        | USD                                | 3          |                        |                        |                        |                        |                        |                        |                        |                        |                        |                        |                        |                        |                        |                        |
|        | PRM                                | 2          |                        |                        |                        |                        |                        |                        |                        |                        |                        |                        |                        |                        |                        |                        |
|        | PSM                                | 1          |                        |                        |                        |                        |                        |                        |                        |                        |                        |                        |                        |                        |                        |                        |
|        | MER                                | 1          |                        |                        |                        |                        |                        |                        |                        |                        |                        |                        |                        |                        |                        |                        |
|        | PL '93                             | 1          |                        |                        |                        |                        |                        |                        |                        |                        |                        |                        |                        |                        |                        |                        |
|        | PNȚ                                | 1          |                        |                        |                        |                        |                        |                        |                        |                        |                        |                        |                        |                        |                        |                        |
|        | PAC                                | 1          |                        |                        |                        |                        |                        |                        |                        |                        |                        |                        |                        |                        |                        |                        |
|        | PDAR                               | 1          |                        |                        |                        |                        |                        |                        |                        |                        |                        |                        |                        |                        |                        |                        |
|        | Partidul Pensionarilor din România | 1          |                        |                        |                        |                        |                        |                        |                        |                        |                        |                        |                        |                        |                        |                        |
|        | PR                                 | 1          |                        |                        |                        |                        |                        |                        |                        |                        |                        |                        |                        |                        |                        |                        |
|        | PUNR                               | 1          |                        |                        |                        |                        |                        |                        |                        |                        |                        |                        |                        |                        |                        |                        |

#### Sectorul 4
Componența Consiliului Sectorului 4 (31 de consilieri):
| Partid | Partid                                            | Consilieri | Componența Consiliului | Componența Consiliului | Componența Consiliului | Componența Consiliului | Componența Consiliului | Componența Consiliului | Componența Consiliului | Componența Consiliului | Componența Consiliului | Componența Consiliului | Componența Consiliului |
| ------ | ------------------------------------------------- | ---------- | ---------------------- | ---------------------- | ---------------------- | ---------------------- | ---------------------- | ---------------------- | ---------------------- | ---------------------- | ---------------------- | ---------------------- | ---------------------- |
|        | CDR                                               | 11         |                        |                        |                        |                        |                        |                        |                        |                        |                        |                        |                        |
|        | PDSR                                              | 5          |                        |                        |                        |                        |                        |                        |                        |                        |                        |                        |                        |
|        | USD                                               | 3          |                        |                        |                        |                        |                        |                        |                        |                        |                        |                        |                        |
|        | PRM                                               | 2          |                        |                        |                        |                        |                        |                        |                        |                        |                        |                        |                        |
|        | PSM                                               | 1          |                        |                        |                        |                        |                        |                        |                        |                        |                        |                        |                        |
|        | PL '93                                            | 1          |                        |                        |                        |                        |                        |                        |                        |                        |                        |                        |                        |
|        | PAC                                               | 1          |                        |                        |                        |                        |                        |                        |                        |                        |                        |                        |                        |
|        | PER                                               | 1          |                        |                        |                        |                        |                        |                        |                        |                        |                        |                        |                        |
|        | Partidul Socialist                                | 1          |                        |                        |                        |                        |                        |                        |                        |                        |                        |                        |                        |
|        | Partidul Pensionarilor din România                | 1          |                        |                        |                        |                        |                        |                        |                        |                        |                        |                        |                        |
|        | Partidul Național al Automobiliștilor din România | 1          |                        |                        |                        |                        |                        |                        |                        |                        |                        |                        |                        |
|        | PUNR                                              | 1          |                        |                        |                        |                        |                        |                        |                        |                        |                        |                        |                        |
|        | MER                                               | 1          |                        |                        |                        |                        |                        |                        |                        |                        |                        |                        |                        |
|        | Partidul Național Liberal-Câmpeanu                | 1          |                        |                        |                        |                        |                        |                        |                        |                        |                        |                        |                        |

#### Sectorul 5
Componența Consiliului Sectorului 5 (31 de consilieri):
| Partid | Partid                                            | Consilieri | Componența Consiliului | Componența Consiliului | Componența Consiliului | Componența Consiliului | Componența Consiliului | Componența Consiliului | Componența Consiliului | Componența Consiliului | Componența Consiliului | Componența Consiliului |
| ------ | ------------------------------------------------- | ---------- | ---------------------- | ---------------------- | ---------------------- | ---------------------- | ---------------------- | ---------------------- | ---------------------- | ---------------------- | ---------------------- | ---------------------- |
|        | CDR                                               | 10         |                        |                        |                        |                        |                        |                        |                        |                        |                        |                        |
|        | PDSR                                              | 6          |                        |                        |                        |                        |                        |                        |                        |                        |                        |                        |
|        | USD                                               | 3          |                        |                        |                        |                        |                        |                        |                        |                        |                        |                        |
|        | PRM                                               | 2          |                        |                        |                        |                        |                        |                        |                        |                        |                        |                        |
|        | PAC                                               | 1          |                        |                        |                        |                        |                        |                        |                        |                        |                        |                        |
|        | PSM                                               | 1          |                        |                        |                        |                        |                        |                        |                        |                        |                        |                        |
|        | PSMR                                              | 1          |                        |                        |                        |                        |                        |                        |                        |                        |                        |                        |
|        | PR                                                | 1          |                        |                        |                        |                        |                        |                        |                        |                        |                        |                        |
|        | PL '93                                            | 1          |                        |                        |                        |                        |                        |                        |                        |                        |                        |                        |
|        | MER                                               | 1          |                        |                        |                        |                        |                        |                        |                        |                        |                        |                        |
|        | PUNR                                              | 1          |                        |                        |                        |                        |                        |                        |                        |                        |                        |                        |
|        | PUR                                               | 1          |                        |                        |                        |                        |                        |                        |                        |                        |                        |                        |
|        | PNȚ                                               | 1          |                        |                        |                        |                        |                        |                        |                        |                        |                        |                        |
|        | Partidul Național al Automobiliștilor din România | 1          |                        |                        |                        |                        |                        |                        |                        |                        |                        |                        |

#### Sectorul 6
Componența Consiliului Sectorului 6 (31 de consilieri):
| Partid | Partid | Consilieri | Componența Consiliului | Componența Consiliului | Componența Consiliului | Componența Consiliului | Componența Consiliului | Componența Consiliului | Componența Consiliului | Componența Consiliului | Componența Consiliului | Componența Consiliului | Componența Consiliului | Componența Consiliului | Componența Consiliului |
| ------ | ------ | ---------- | ---------------------- | ---------------------- | ---------------------- | ---------------------- | ---------------------- | ---------------------- | ---------------------- | ---------------------- | ---------------------- | ---------------------- | ---------------------- | ---------------------- | ---------------------- |
|        | CDR    | 13         |                        |                        |                        |                        |                        |                        |                        |                        |                        |                        |                        |                        |                        |
|        | PDSR   | 5          |                        |                        |                        |                        |                        |                        |                        |                        |                        |                        |                        |                        |                        |
|        | USD    | 3          |                        |                        |                        |                        |                        |                        |                        |                        |                        |                        |                        |                        |                        |
|        | PRM    | 2          |                        |                        |                        |                        |                        |                        |                        |                        |                        |                        |                        |                        |                        |
|        | PSM    | 1          |                        |                        |                        |                        |                        |                        |                        |                        |                        |                        |                        |                        |                        |
|        | PL '93 | 1          |                        |                        |                        |                        |                        |                        |                        |                        |                        |                        |                        |                        |                        |
|        | PSMR   | 1          |                        |                        |                        |                        |                        |                        |                        |                        |                        |                        |                        |                        |                        |
|        | PAC    | 1          |                        |                        |                        |                        |                        |                        |                        |                        |                        |                        |                        |                        |                        |
|        | PER    | 1          |                        |                        |                        |                        |                        |                        |                        |                        |                        |                        |                        |                        |                        |
|        | PNȚ    | 1          |                        |                        |                        |                        |                        |                        |                        |                        |                        |                        |                        |                        |                        |
|        | MER    | 1          |                        |                        |                        |                        |                        |                        |                        |                        |                        |                        |                        |                        |                        |
|        | PUNR   | 1          |                        |                        |                        |                        |                        |                        |                        |                        |                        |                        |                        |                        |                        |